# John Pordage
John Pordage est un médecin et astrologue anglais, né à Londres en 1625, mort dans la même ville en 1698. 
Adepte enthousiaste des doctrines théosophiques de l’Allemand Jakob Böhme, il se mit a la tête d’une société d’illuminés, prétendit avoir reçu des révélations qui lui apprenaient que ses doctrines étaient l’expression de la vérité divine, et compta au nombre de ses disciples Jane Leade, sorte de visionnaire dont l’influence devint bientôt considérable et qui fut la fondatrice des philadelphes. Pordage devint bientôt lui-même le disciple de cette illuminée. 

## Œuvres
Il composa plusieurs ouvrages : Théologie mystique ; Sophie, doctrine divine, aujourd’hui profondément oubliés, mais traduits en plusieurs langues lors de leur apparition.

## Source
« John Pordage », dans Pierre Larousse, Grand dictionnaire universel du XIXe siècle, Paris, Administration du grand dictionnaire universel, 15 vol., 1863-1890 [détail des éditions].